# Lactarius obscuratus
Lactarius obscuratus é um fungo que pertence ao gênero de cogumelos Lactarius na ordem Russulales. Encontrado na Europa e na América do Norte, foi descrito cientificamente pelo micologista francês Henri Romagnesi em 1974.